# Masshysteri (musikgrupp)
Masshysteri var ett svenskt punkband från Umeå/Luleå som bildades 2008 och splittrades 2010.

## Bandmedlemmar
- Robert Hurula - sång, gitarr
- Sara Almgren - bas, sång
- Kajsa Bergsten - gitarr
- Erik Viklund - trummor

## Diskografi

### EP-skivor
- 2008 - Paranoid 7"
- 2008 - Monoton tid 7"

### Album
- 2008 - Vår del av stan (Ny våg Records)
- 2010 - Masshysteri (Ny våg Records)

### Samlingsskivor
- 2009 – Umeå Vråljazz Giganter (Ny våg Records)